# Aleksej Venediktov
Aleksej Alekseevič Venediktov (in russo Алексе́й Алексе́евич Венеди́ктов?; Mosca, 18 dicembre 1955) è un giornalista e storico russo, redattore capo, conduttore e comproprietario della stazione radio Eco di Mosca  dal 1988 fino al marzo 2022 quando la stazione radiofonica fu chiusa per i suoi servizi sull'invasione russa dell'Ucraina ed editore della rivista storica Diletant.  Dal marzo 2022 Venediktov pubblica programmi sul canale YouTube "Living Nail".
Il 22 aprile 2022 il Ministero della Giustizia russo ha aggiunto Venediktov all’elenco dei media come “agenti stranieri”.

## Biografia
Aleksej Venediktov è nato a Mosca il 18 dicembre 1955. Suo nonno paterno, Nikolaj Andrianovič Venediktov, ha prestato servizio nell'NKVD ed è stato insignito dell'Ordine della Stella Rossa per aver preso parte alle corti marziali e aver creato truppe di barriera durante la Grande Guerra Patriottica. Suo padre, Aleksej Nikolaevič Venediktov, era un ufficiale della marina, operativo in un sottomarino, ucciso in una tempesta poco prima della nascita di Aleksej. La madre di Venediktov, Eleonora Abramovna Dychovičnaja, era un medico di origine ebraica; proveniva da una generazione di eminenti ingegneri. Nel 1983 emigrò negli Stati Uniti insieme alla sorella di Aleksej. Uno dei suoi cugini era il regista Ivan Dychovičnyj. Un famoso musicista, Andrej Makarevič, è un lontano parente di Aleksej.
Venediktov si è laureato presso la sezione serale dell'Università pedagogica statale di Mosca nel 1978. Dopo la laurea ha lavorato come postino per un po' di tempo, poi come insegnante di storia per 20 anni consecutivi, 19 dei quali presso la scuola n. 875 di Mosca.

## Carriera

### Eco di Mosca
Nel 1990 ha iniziato a lavorare per la radio Eco di Mosca. In un primo tempo come osservatore e giornalista di giornali e in seguito ha diretto la redazione notizie. È stato redattore capo della radio dal 1998 al 2022. Durante il suo mandato ha intervistato i presidenti Bill Clinton, Jacques Chirac, Francois Hollande, Kersti Kaljulaid e İlham Əliyev, il cancelliere tedesco Angela Merkel, i segretari di Stato USA Hillary Clinton e Condoleezza Rice, il primo ministro armeno Nikol Pashinyan e altri leader politici. Dal 2002 al 2010, Venediktov è stato anche presidente di Ėcho TV Russia.

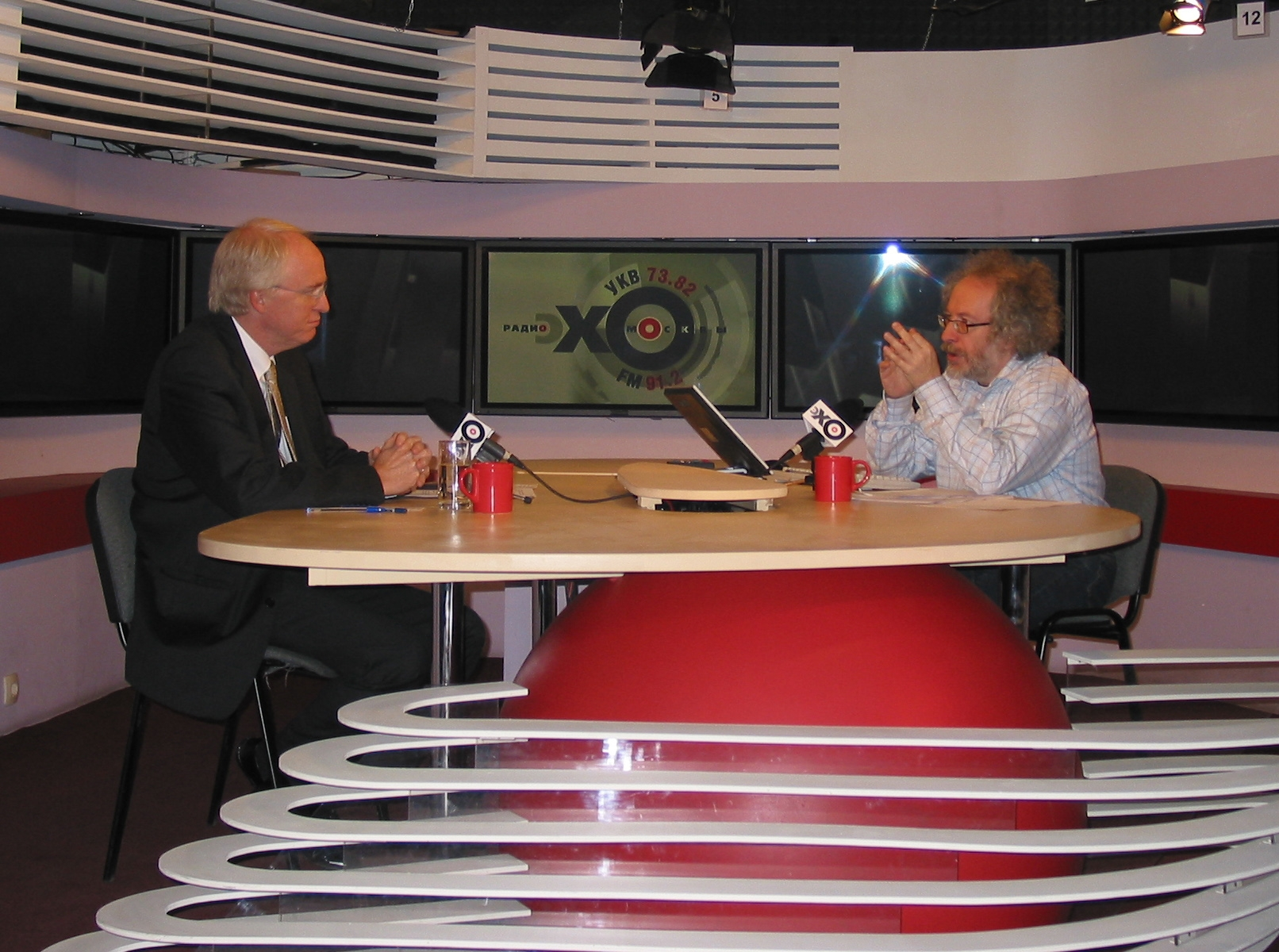
L'ambasciatore John Beyrle intervistato da Venediktov nello studio di "Eco di Mosca" nel 2008

Il 6 dicembre 1994, Venediktov si è recato a Groznyj come inviato di Ėcho per coprire i colloqui tra Džochar Dudaev e parlamentari russi andati a salvare gli ufficiali russi catturati durante un fallito assalto di carri armati a Groznyj. L'incontro non è avvenuto, poiché Dudaev è partito per incontrare il generale Pavel Gračëv. I parlamentari hanno cercato di convincere gli ufficiali catturati a tornare a casa con loro, ma avevano paura, probabilmente minacciando che sarebbero stati uccisi se avessero accettato. Venediktov ha tirato fuori un registratore e ha detto agli ufficiali di dichiarare a verbale che non sarebbero andati da nessuna parte, in modo che le loro famiglie potessero saperlo. L'incontro è stato immediatamente interrotto e le guardie di Dudaev lo hanno scortato fuori, lo hanno messo di fronte al muro e hanno inscenato una finta esecuzione. Dieci minuti di clic sui bulloni e Venediktov è stato riportato indietro. Alla delegazione è stato permesso di riportare a Mosca 7 prigionieri su 14.
Nel 2006, ha co-ospitato uno spettacolo televisivo di breve durata In the Circle of Light con Svetlana Sorokina sul canale televisivo Domašny. È stato chiuso entro due settimane, presumibilmente per i suoi aspri critici nei confronti della magistratura russa, sebbene il produttore, Oleksandr Rodnjans'kyj, abbia negato che c'era di mezzo la politica.

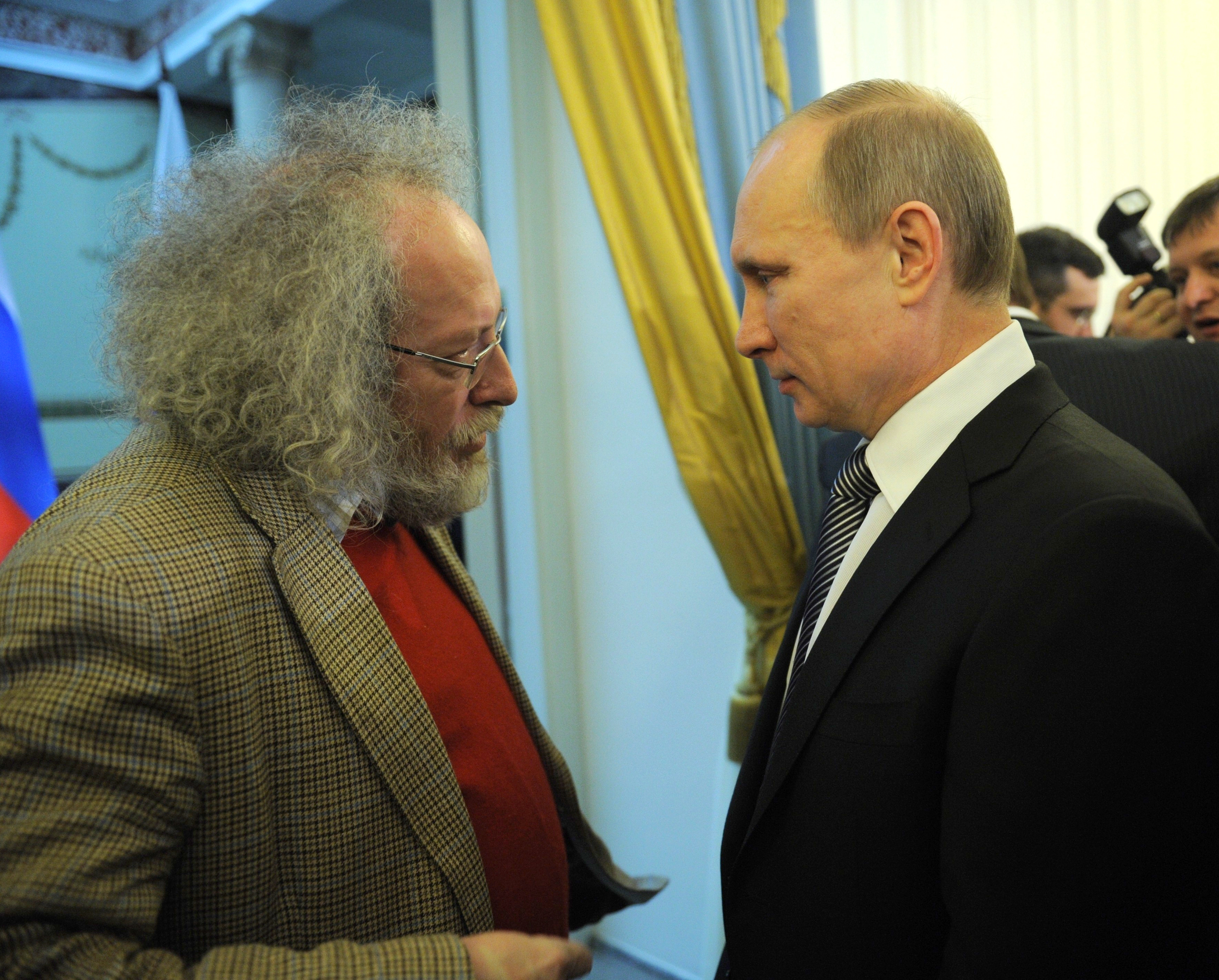
Venediktov parla con Vladimir Putin il 13 gennaio 2012

Nel febbraio 2012, Venediktov si è dimesso dal consiglio di amministrazione di Ėcho per protesta contro il tentativo di Gazprom-Media di voler cambiare il consiglio. In seguito ha affermato che è stato Vladimir Putin a salvare personalmente lui e la sua stazione dalla chiusura da parte di Michail Lesin. Secondo Venediktov, ciò è accaduto almeno due volte durante la presidenza di Dmitrij Medvedev. Venediktov è tornato nel consiglio nel 2014, solo per lasciarlo di nuovo nel giugno 2018. Questa volta si è opposto alle dannose decisioni di budget prese dai vertici dell'emittente.
Fino al 2015, il 33,02% di tutte le azioni di Echo of Moscow era di proprietà della società statunitense EM-Holding, di cui 1/3 appartenenti a Venediktov e Jurij Fedutinov (ex amministratore delegato della stazione) e altri tra cui l'israeliano magnate dei media Vladimir Gusinskij. Ma nel 2015 la Duma di Stato russa ha approvato una nuova legge che vieta ai cittadini stranieri di possedere più del 20% di tutte le azioni di una società di media nazionale. Per aggirarlo, è stata registrata una società con sede in Russia chiamata Echo of Moscow Holding Company. Nel 2016 possedeva il 13,10% delle azioni totali (il 49,5% a Venediktov), mentre la società americana controllava il 19,92% delle azioni.

### Rivista Diletant
Nel 2012, Venediktov ha fondato la prima rivista di storia popolare in Russia, Diletant. Nel 2014 è diventato l'unico editore della rivista e nel 2018 Diletant è andata in pareggio, con una tiratura che ha raggiunto le 60.000 copie.

## Opinioni e attività politiche
Venediktov ha descritto le sue opinioni politiche come conservatrici e lui stesso come reazionario, con Ronald Reagan e Margaret Thatcher che rappresentano i suoi ideali in politica.
Dal 2016 è membro del Consiglio pubblico del Ministero della difesa russo e della Camera civica di Mosca.
La Fondazione anticorruzione di Aleksej Naval'nyj ha accusato Venediktov di fornire sostegno alle pubbliche relazioni al sindaco di Mosca in cambio del denaro ricevuto per la pubblicazione di un supplemento alla rivista Diletant. Venediktov ha affermato di aver annunciato apertamente la collaborazione e di non aver guadagnato nulla dal progetto.

## Vita privata
Sposato con Elena Sitnikova, nata a Mosca nel 1969, laureata alla Facoltà di matematica computazionale e cibernetica dell'Università statale di Mosca nel 1992, l'anno dopo ha lavorato alla stazione radio Ėcho Moskvy. Si sono sposati nell'aprile 1998. Ha condotto il programma "In giardino" per più di 20 anni. Hanno un figlio, Aleksej jr, nato nel 2000.
Lo stile distintivo di Aleksej Venediktov è costituito da lunghi capelli ricci, barba e camicie a quadri. Parla fluentemente francese.

## Riconoscimenti
- 1996 — Premio «Penna d'oro della Russia»
- 1998 - Medaglia del Consiglio di sicurezza della Russia
- 1999 - Medaglia di II classe dell'Ordine "Al Merito della Patria"[22]
- 2006 - Legion d'Onore, Francia[23]
- 2008 — Premio Artyom Borovik, New York, USA[24]
- 2014 - Croce d'oro al merito, Polonia[25]
- 2022 — Premio Johann-Philipp-Palm per la libertà di parola e di stampa, Germania[26]